# Église Saint-Siegfried de Stockholm
L'église Saint-Siegfried (en suédois : Sankt Sigfrids kyrka) est une église située dans le quartier de Aspudden à Stockholm en Suède.  

## Description
L'église est située à Sigfridsvägen/Alvastravägen 8 à Aspudden en contrebas de l'Essingeleden. 
L'église a été déplacée de Tulegatan/Frejgatan à Vasastaden en 1904. 
L'église s'appelait alors la chapelle Saint-Étienne.
En tant que petite église faite de charpenterie simple avec des murs en bois peints en rouge, l'église présente des similitudes avec les villas en bois préfabriquées de l'époque. 
Le bâtiment a été déclaré monument byggnadsminne en février 1993.
L'église appartient et est exploitée par l'association à but non lucratif Association des amis de l'église Saint-Sigfrid. 
Elle accueille, entre-autres, les services religieux, les baptêmes et les mariages.

## Histoire
Lorsque l'industrialisme atteignit son apogée au tournant du siècle, la « Société pour la promotion de la pastorale de l'Église » fut fondée par quelques prêtres et laïcs, dont Carl Alm, frère de Torsten Alm qui était alors directeur de Byggnads AB Manhem. 
Cette société s’est consacrée à alléger les difficultés des immigrants venus des campagnes et à leur inculquer de bonnes coutumes et pratiques. Grâce à leur société immobilière « Hem på landet », ils ont construit des logements bon marché à louer. 
De petites églises inspirées du modèle danois faisaient partie de l’offre. 
La Stefanskapellet, comme elle a été nommée d'après Stefanus, a été construite en 1900 à Vasastaden, au coin de Tulegatan-Frejgatan, et a été la première église construite par la Société.
La chapelle, qui est un bâtiment préfabriqué en bois avec une nef octogonale, a été conçue par l'architecte Erik Otto Ulrich. 
Il s'agit d'un édifice néogothique avec une tour et un clocheton. 
La chapelle a servi temporairement jusqu'à ce que l'église en pierre Saint-Étienne soit achevée et devait ensuite être démolie pour faire place à un lotissement.
Mais l'église de Brännkyrka a acheté la chapelle. 
Une église était nécessaire pour la zone industrielle en pleine croissance de Liljeholmen.
Le nouvel emplacement de la petite chapelle était bien situé à Aspudden, en haut d'une colline à côté de l'ancienne route d'hiver avec vue sur Trekanten, Gröndal et le centre-ville. 
Une vue qui a été modifiée par l'ouverture de l'Essingeleden dans les années 1960.
La chapelle, qui s'appelait désormais église Saint-Sigfried « pour commémorer l'un des hommes qui ont prêché l'Évangile pour la première fois dans les villages suédois », a été reconsacrée à son emplacement actuel en septembre 1904. L'église a une cloche.

## La bataille pour l'église 2020-2023
En 2002, Sankt Stefanus koinonia, qui fait partie de la Missionsprovinsen, est devenu locataire et y a célébré des services à partir de 2004, ce qui a été désapprouvé par la paroisse d'Hägersten. 
Après un changement de conseil d'administration, l'attitude est devenue plus négative, en partie à cause de l'intolérance de Sankt Stefanus koinonia envers les femmes prêtres et les personnes LGBTQ, et en mai 2021, un autre locataire, la paroisse orthodoxe russe de Saint-Serge, qui avait eu un bail d'essai de trois mois, a été résilié. 
La congrégation orthodoxe russe fait partie du Patriarcat de Moscou en Suède, qui, selon les services de sécurité, est un outil du régime russe et a également contracté une dette de loyer d'environ 200 000 SEK envers le propriétaire. 
Stefanus Koinonia s'est opposé à cette décision en changeant les serrures et en excluant les propriétaires et en convoquant une assemblée annuelle extraordinaire à l'automne 2021 où un nouveau conseil d'administration a été formé. 
Cette décision a été portée en appel devant le tribunal de district, qui a rejeté le nouveau conseil au printemps 2023.
Le verdict a été porté en appel devant la Cour d’appel, qui n’a cependant pas accordé l’autorisation d’interjeter appel.

## Galerie

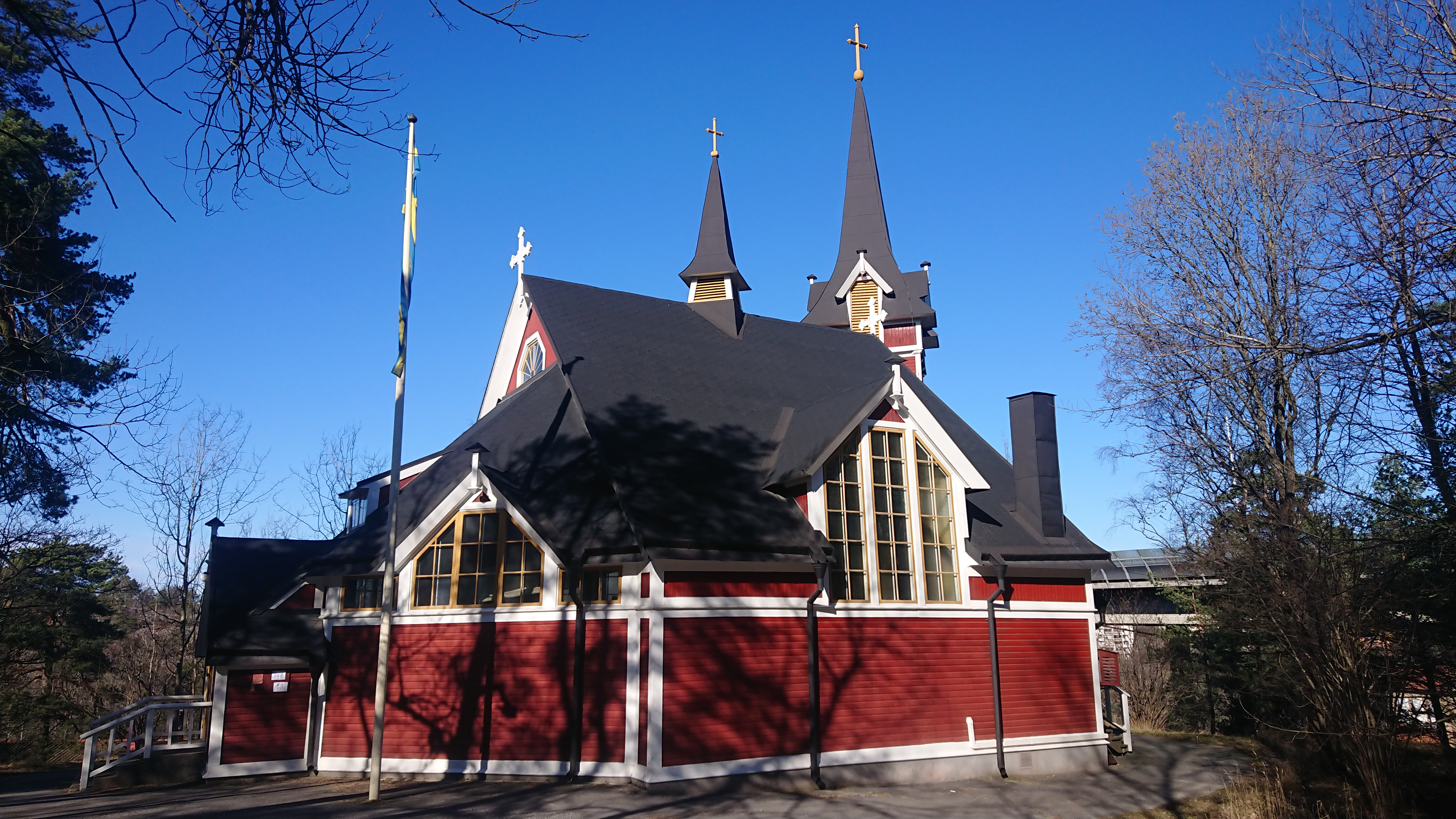
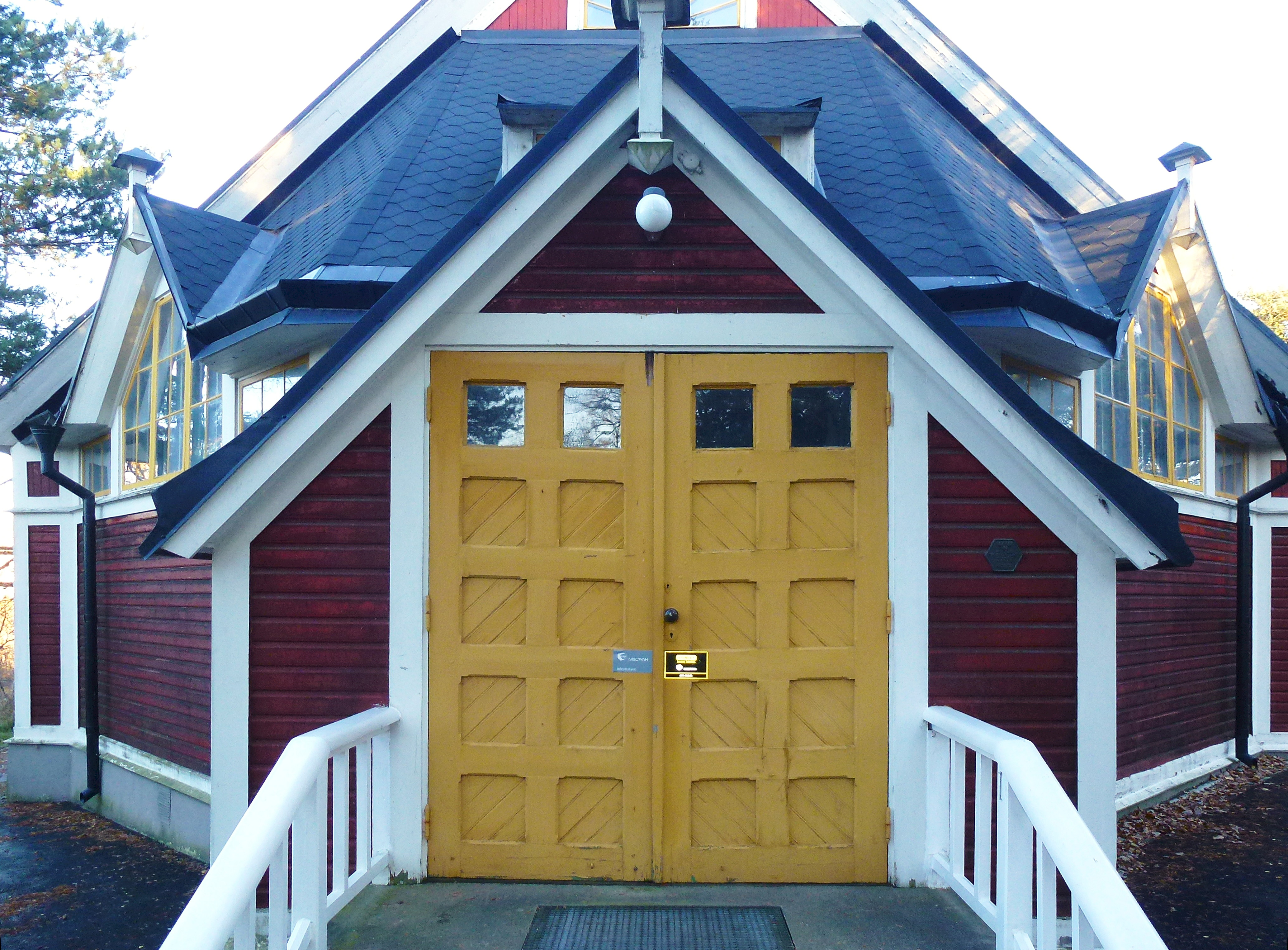
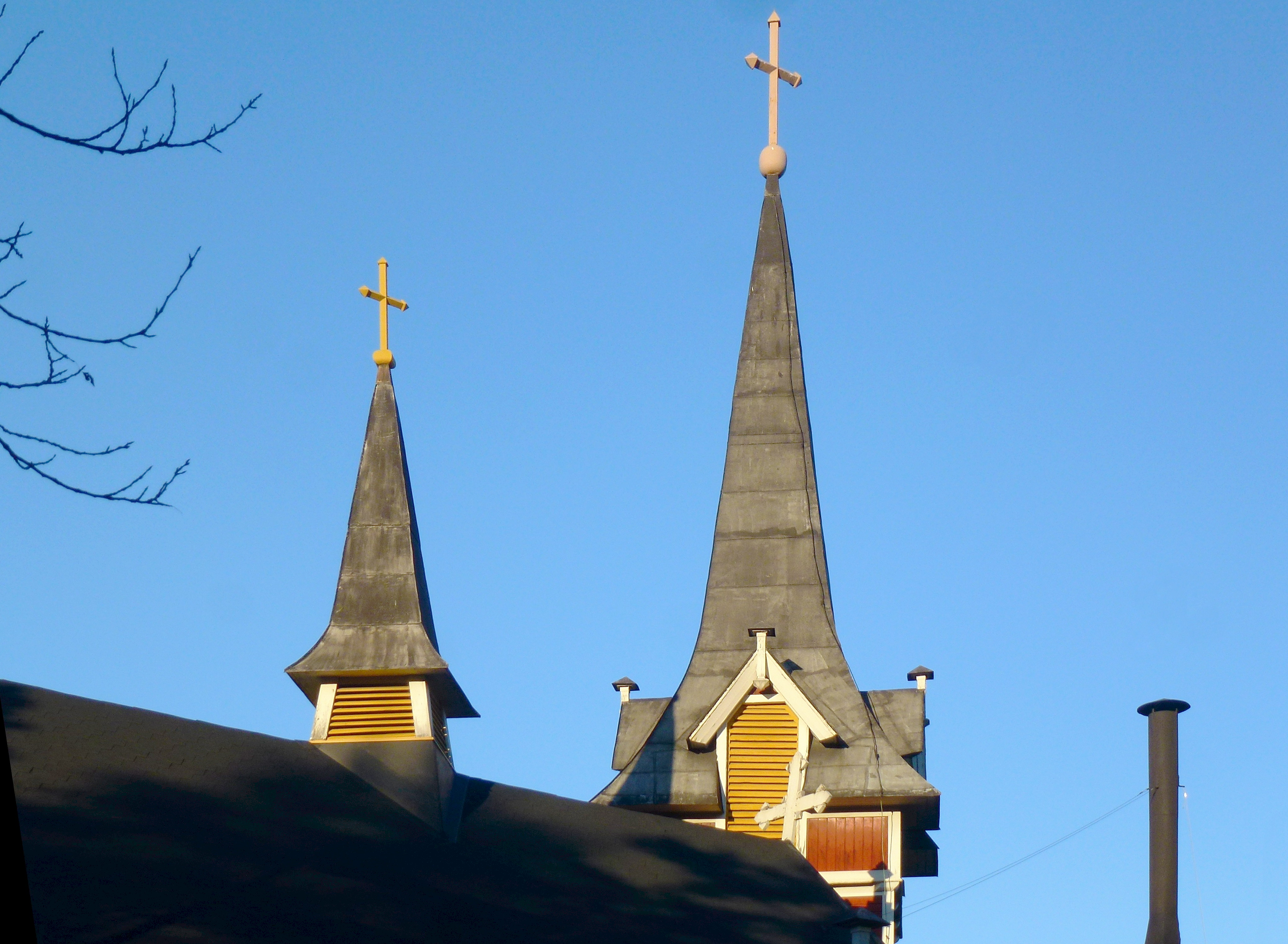
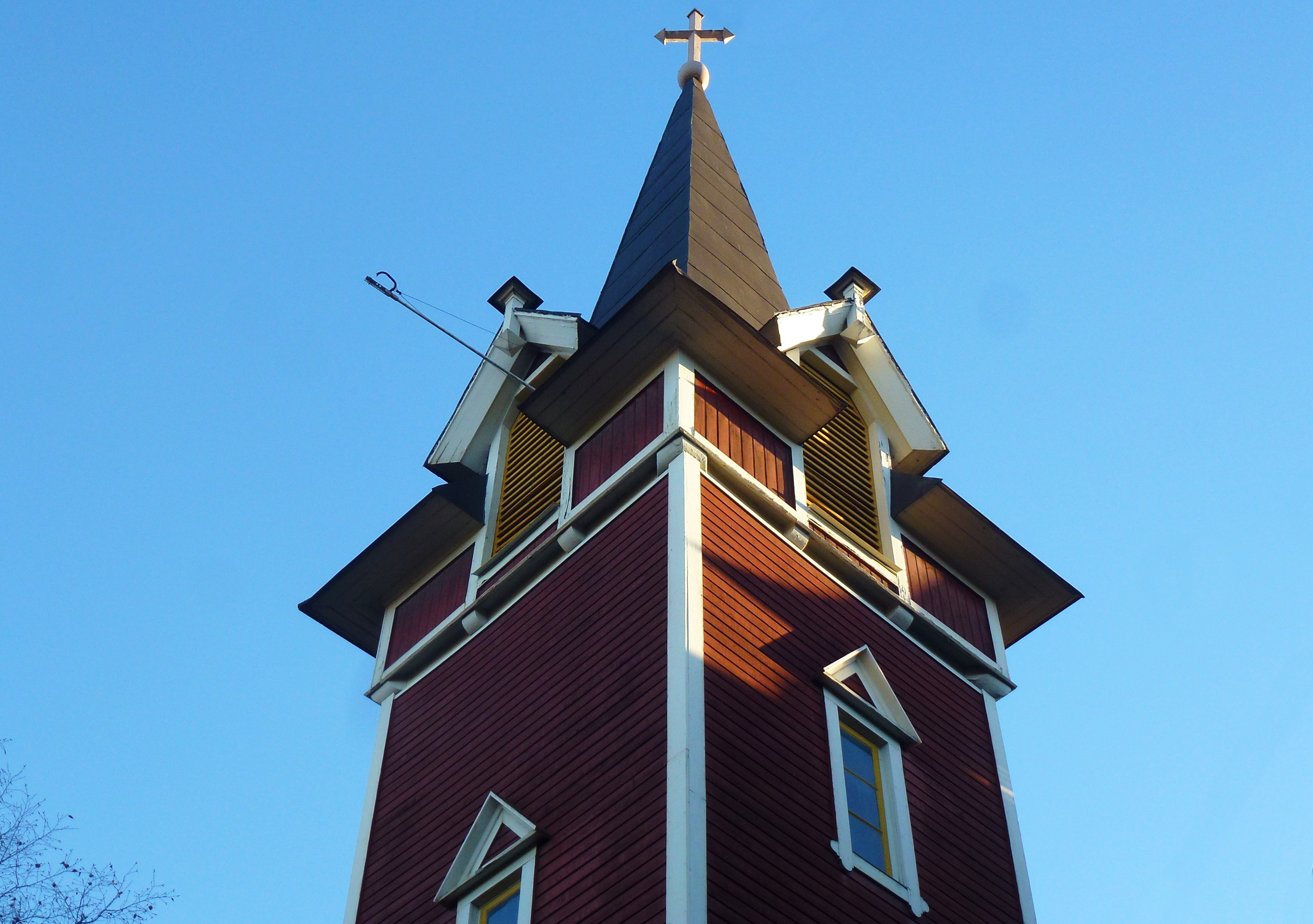